# Caligus priacanthi
Caligus priacanthi is een eenoogkreeftjessoort uit de familie van de Caligidae. De wetenschappelijke naam van de soort is voor het eerst geldig gepubliceerd in 1961 door Pillai.